# Loch Heilen
Loch Heilen är en sjö i Storbritannien.   Den ligger i kommunen Highland och riksdelen Skottland, i den norra delen av landet, 800 km norr om huvudstaden London. Loch Heilen ligger 32 meter över havet.  Trakten runt Loch Heilen består i huvudsak av gräsmarker.